# Warwick Deeping

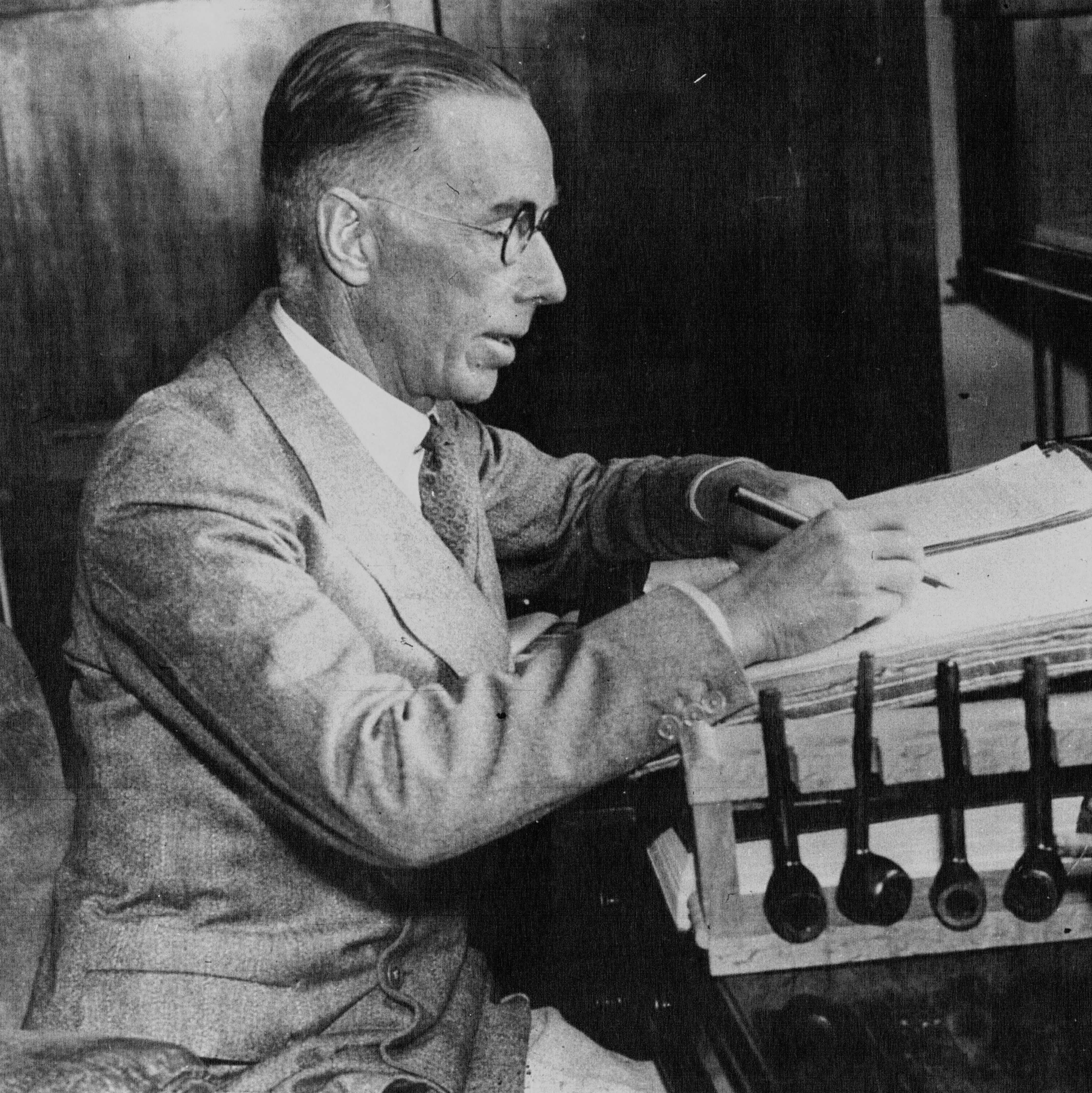
Warwick Deeping, år 1932

George Warwick Deeping, född 28 maj 1877 i Southend-on-Sea, Essex, England, död 24 april 1950 i Weybridge, Surrey, var en engelsk läkare, som kort efter sin examen övergick till att bli en produktiv roman- och novellförfattare. Mest känd är han för romanen Sorell and Son (1925).

## Biografi
Deeping utbildade sig på Merchant Taylors' School och fortsatte därefter till Trinity College, Cambridge för att studera medicin och naturvetenskap. Slutligen kom han till Middlesex Hospital för att avsluta sin medicinska utbildning.
Under första världskriget tjänstgjorde han i Royal Army Medical Corps. Han gav senare upp sitt arbete som läkare för att bli författare på heltid.
Hans tidiga författarskap domineras av historiska romaner, hans senare romaner kan ses som försök att bevara andan från den edwardianska tiden. Han var en av de mest lästa författarna under 1920- och 1930-talen, med sju av sina romaner på bestsellerlistan. George Orwell var en stark kritiker av Deeping och angrep hans melodramatiska skisser.
Deeping publicerade också skönlitteratur i flera amerikanska tidningar, bland annat Saturday Evening Post och Adventure.
Flera av Deepings romaner har filmatiserats, både som stumfilmer på 1920-talet och senare som ljudfilmer.

## Böcker på svenska
- Uther och Igraine (översättning Hanny Flygare, Beijer, 1904)
- Livets växlingar: Sorrell och hans son (översättning Stina Bergman, Bonnier, 1928). Ny uppl. 1936 med titeln Sorrell och hans son
- Doktorn i Roper's Row (översättning Lalla Dunér, Bonnier, 1932)
- Kvinnan vid hans sida (översättning Dagny Henschen, Bonnier, 1935) (Old wine and new)
- Bess (översättning Axel Essén, Saxon & Lindström, 1943) (Bess of the woods)
- Café Ceres (översättning Karin Granstedt, Norstedt, 1944) (Exiles)